# شان لائو
شان لائو (انگلیسی: Sean Lau؛ زادهٔ ۱۶ فوریه ۱۹۶۴) یک هنرپیشه اهل جمهوری خلق چین است.
از فیلم‌ها یا برنامه‌های تلویزیونی که وی در آن نقش داشته است می‌توان به ماسک سیاه وفیلمهشدار کامل اشاره کرد.